# Lise Bidstrup
Lise Bidstrup (født 1976) i Glostrup er en dansk forfatter med en bachelorgrad i religionsvidenskab ved Københavns Universitet.
Bidstrup debuterede med romanen Den grønne Krystal i 2005. Hendes forfatterskab omfatter ungdoms- og voksenbøger samt antologier.